# Brumàlia
Les Brumals o la Brumàlia (en llatí Brumalia) eren les festes del solstici d'hivern instituïdes per Ròmul en honor de Líber o Bacus (Dionís), al costat de Saturn (Cronos) i Ops (Demèter) i celebrades pels romans. Probablement era una derivació de les antigues festes gregues de les Lenaia dedicades a Dionís, on també es feien excessos en la beguda de vi i en la liberalització dels costums. Aquest nom, ve del llatí Brūma "solstici d'hivern", que era una modificació de "breuĭma" superlatiu arcaic de "breuis" curt; significant "el dia mes curt de l'any"

## Orígens
La vida romana durant l'antiguitat clàssica se centrava en l'agricultura, la caça, ramaderia i l'exèrcit, i els dies freds i curts de l'hivern es veien com poc productius i un cessament de l'activitat. Les brumals eren festivitats durant aquesta temporada d'entretemps, de poca llum i calor.
Els grangers sacrificaven els seus porcs a Saturn i Ceres, els vinaters sacrificaven cabres en honor de Bacus (o Dionís en el món hel·lè), els encarregats de llocs públics regalaven mel, vi i oli d'oliva als sacerdots de Ceres.
Tenim també variacions de la data; per l'historiador alemany Theodor Mommsen, les Brumals començarien el 24 de novembre i finalitzarien el 25 de desembre, el dia de la boira. Altres autors diuen que les brumals se celebraven dues vegades a l'any, el 12 de les calendas de març i el 18 de les de setembre i que es deien també hiematia.
Hi ha històries de les quals es té certa evidència però que es dubta de la seua veracitat, com la narració del cronografiste antioqué Joan Malales, nascut el 491. Alhora aquesta estava basada segons ell en la de l'analista romà Licini Macer, que explica que els seus orígens venien d'una celebració de res instituïda des de temps de Ròmul. Una celebració per a mitigar l'oprobi sentit després que el seu padrastre Faustulus li oferira pa; ja que era costum que només es menjara pa al costat d'un parent, i així es va convertir en una data on cadascú entretenia a algú fora del nucli familiar; sent una història que intenta a posteriori donar-li un significat a la paraula Broumalia relacionant-la amb el grec "βρομός" menjar. Balzamon i Tzetzes, escriptors grecs de l'època moderna, suggereixen que va ser una tradició romana ja barrejada amb les festivitats Dionisíaques pròpies del món hel·lè.

## Època romana d'Orient
A l'època romana d'Orient, aproximadament en el segle v, explica l'historiador Joan Laurenci (nascut l'any 490) en el seu llibre De mensibus com floria aquesta celebració en Constantinoble, en l'Imperi Romà d'Orient, on era anomenat "Festival de Cronos" (nom grec de Saturn) començant el 24 de novembre fins a la inauguració de les Saturnals el 17 de desembre, cadascun d'aquests 24 dies assignat amb una lletra de l'alfabet grec. Durant aquest festival era costum festejar a cada amic el dia de la lletra inicial del seu nom, a més que se solia matar un porc, costum també compartit en les antigues Saturnals. Altres autors, com Forcellini i Cumont, intercanvien les dates o assimilen una festa a l'altra, usant Saturnalia i Brumalia com a sinònims.
Joan Laurenci també ens narra com era una data relacionada amb "dimonis ctònics" (divinitats paganes) pel que tenia desaprovació de l'Església. Açò sona estrany perquè malgrat haver l'antipaganisme que sempre es troba, també tenim molts textos que ens mostren com fins a mitjans del segle x segueix havent-hi referències a aquest ritual no-cristià. Agàties informa sense censura l'any 577 com se celebraven les Brumals a Constantinoble després d'un terratrèmol. També se sap, per Corici de Gaza, Oratio XIII, que la festa era celebrada en el segle vi durant el regnat de l'emperador Justinià I on es profetitzaven les perspectives per a la resta de l'hivern. emperador que, d'altra banda, va perseguir el paganisme. El 521 va celebrar el seu primer consolat amb les Brumals a una escala copiosa i fastuosa amb banquets i espectacles per tot l'imperi. L'emperador no va tindre cap problema en celebrar aquests ritus populars sempre que no es practicaren sacrificis o cultes específicament pagans, atès que la festivitat era part secular ja del dia a dia del seu poble i de la seua cort.
Aquestes actituds permissives del cristianisme no van ser sempre iguals, atès que al segle següent es van deixar de tolerar. En el Concili de Trullo fet a Constantinoble, de l'any 692, en el seu cànon 62, es prohibeix la celebració, entre d'altres, de les festes Brumals. Aquestes festes del solstici d'hivern, van ser prou populars com perquè es perllongaren fins a l'era cristiana encara que en una forma alterada, allunyant-se del seu esperit i característiques, de manera que la celebració del Nadal hi pot tindre un cert origen.

### Webografia
Gill, N. S. «Brumalia». About.com. Arxivat de l'original el 2012-11-18. [Consulta: 25 març 2013].
John the Lydian. «A translation of John the Lydian, "De Mensibus" 4.158». Roger Pearse: Thoughts on Antiquity, Patristics, putting things online, freedom of speech, information access, and more, 01-12-2009. [Consulta: 25 març 2013].